# Yoshiaki Komai
Yoshiaki Komai (駒井 善成, Komai Yoshiaki) est un footballeur japonais né le 6 juin 1992 à Kyoto. Il évolue au poste de milieu de terrain.

## Biographie
Yoshiaki Komai participe à la Ligue des champions d'Asie avec le club des Urawa Red Diamonds. Lors de cette compétition, il inscrit un but contre le FC Séoul en février 2017.

## Palmarès
- Vice-champion du Japon en 2016 avec les Urawa Red Diamonds
- Finaliste de la Coupe du Japon en 2011 avec le Kyoto Sanga FC
- Vainqueur de la Coupe de la Ligue japonaise en 2016 avec les Urawa Red Diamonds